# 포스코AST
포스코AST(POSCO AST)는 스테인리스 스틸을 냉간 압연하는 포스코의 계열 회사이다. 경기도 안산시에 본사를 두고 있으며 사명 포스코AST의 AST는 안산 스테인리스(Ansan STainless)의 영문 약자이다.
이 회사의 전신은 2007년 1월 1일 설립된 대한전선의 스테인리스 사업부문인 대한ST이다. 2009년 7월 29일 포스코가 대한전선의 보유주식 65.1%를 인수하여 최대주주가 되었고 같은 날짜로 대한ST에서 포스코AST로 변경하였다. 반월국가산업단지에 냉간압연 일괄 생산시설을 보유하여 범용의 광폭제품에서부터 고정도, 고품질을 요구하는 극박의 정밀 소폭제품까지 생산, 체제를 갖추고 있다.
2012년에는 경영 효율성을 높이기 위해 자회사인 대명 TMS 및 사업영역이 일부 중복되는 계열사 포스코NST를 흡수합병하였다.

## 연혁
- 1962년 삼양금속공업설립
- 1971년 주식회사 삼양금속 법인전환
- 1979년 KS표시허가 취득
- 1989년 안산 반월공장 완공
- 1994년 대한전선에 합병, 대한전선 STS사업부문으로 출범
- 1995년 ISO, KSA 9002 인증취득
- 1996년 스테인리스 스틸 극박판 국내 최초 생산
- 2000년 스테인리스 스틸 강판 및 강대 일본 JIS규격 인증 취득
- 2006년 PED MMA인증 취득
- 2007년 대한전선에서 분사(대한ST)
- 2008년 대명TMS 인수
- 2009년 포스코AST로 출범
- 2010년 포스코AST 부산영업소 1개소[4]
- 2011년 450억원 증자, 신규 광폭설비 투자 이사회 통과
- 2011년 윤태한 포스코 AST 대표, 상공의 날 대통령 표창 수상[5]
- 2011년 STS 글로벌 시스템 본격 가동[6]
- 2012년 포스코AST, 계열사 대명 TMS 흡수합병[7]
- 2012년 포스코AST, 계열사 포스코NST 흡수 합병
- 2013년 이영식 제 2대 포스코AST 대표이사 취임
- 2013년 포스코AST 스테인리스 新 냉연공장 준공 ('13.10.24)
- 2016년 포스코P&S와 흡수합병

## 주요사업
- 스테인리스 냉연 임가공, 냉연 절전단 가공, 정밀압연 가공 사업부문[8]
- 광폭 냉간압연 가공, 자동차 및 휴대폰 정밀부품, 태양광 판넬, 주사기, 면도날 등에 사용되는 극박 정밀재 가공[9]

## 영업장
- 본사: 경기도 안산시 단원구 신원로 235 (성곡동)
- 포항공장: 경상북도 포항시 남구 대송면 송덕로 56
- 부산사무소: 부산광역시 해운대구 센텀북대로 60, 1201호 (재송동, 센텀IS타워)
- 부산하치장: 부산광역시 사상구 낙동대로1016번길 37 (감전동)
- 시화하치장: 경기도 시흥시 정왕동 1262-8
- 광주하치장: 광주광역시 광산구 장덕동 985-10